# BloodRayne 2
BloodRayne 2 este un joc video de acțiune-aventură dezvoltat de Terminal Reality și publicat de Majesco Entertainment. Lansat inițial în 2004 pentru PlayStation 2, Xbox și Microsoft Windows, BloodRayne 2 este continuarea directă a primului joc BloodRayne, lansat în 2002. Jocul o are în prim-plan pe Rayne, un dhampir (jumătate om, jumătate vampir), care își continuă lupta împotriva forțelor malefice și încearcă să își răzbune mama.

## Povestea
Acțiunea din BloodRayne 2 se desfășoară la șaizeci de ani după evenimentele din primul joc. Rayne, eroina principală, și-a petrecut ultimele decenii urmărindu-și frații vitregi, copiii lui Kagan, un puternic vampir și tatăl ei. Acești frați, cunoscuți sub numele de „Brimstone Society”, doresc să folosească „The Shroud”, o substanță care face ca razele soarelui să nu mai fie dăunătoare pentru vampiri, oferindu-le astfel posibilitatea de a cuceri lumea.
Rayne trebuie să oprească această conspirație și să distrugă „The Shroud” înainte ca acesta să fie folosit la scară largă. În călătoria sa, Rayne se confruntă cu diverse creaturi supranaturale, mercenari și vampiri, utilizându-și abilitățile sale speciale pentru a supraviețui și a-și îndeplini misiunea.

## Gameplay
BloodRayne 2 continuă să utilizeze un sistem de joc similar cu cel din primul joc, dar aduce și îmbunătățiri semnificative. Jocul se concentrează pe un mix de lupte corp-la-corp, acțiuni acrobatice și utilizarea abilităților vampirice ale lui Rayne.

### Abilități și Puteri
Rayne dispune de o gamă variată de abilități speciale care îi permit să fie un adversar de temut. Printre acestea se numără:
- Suck Blood: Rayne își poate regenera sănătatea sugrumând inamicii și sugându-le sângele.
- Blood Rage: O abilitate care îi oferă lui Rayne putere și viteză crescută pentru o perioadă scurtă de timp.
- Aura Vision: O vedere specială care îi permite lui Rayne să detecteze inamici ascunși și obiecte de interes.
- Enhanced Agility: Rayne poate sări, să se cațere și să facă acrobații cu ușurință.

### Arme și Echipamente
Pe lângă abilitățile sale vampirice, Rayne are acces la o varietate de arme. Cele mai notabile sunt lamele atașate de încheieturile mâinilor, care sunt utilizate pentru atacuri rapide și mortale. De asemenea, ea poate folosi diverse arme de foc și explozive, oferind un gameplay dinamic și variat.

## Mediul și Designul
BloodRayne 2 este apreciat pentru designul său gotic și atmosferic. Nivelurile jocului sunt diverse, de la cimitire și catacombe, la cluburi de noapte și fabrici abandonate. Fiecare nivel este meticulos detaliat pentru a crea o atmosferă întunecată și misterioasă care completează povestea jocului.

## Grafică și Sunet
Pentru perioada sa, BloodRayne 2 a fost considerat un joc cu o grafică impresionantă. Modelele personajelor și animațiile sunt bine realizate, iar efectele de lumină și umbră contribuie la crearea unei atmosfere imersive. Coloana sonoră, compusă de Kyle Richards, adaugă un plus de tensiune și dramatism, fiind perfect integrată în experiența de joc.

## Recepție și Critică
BloodRayne 2 a primit recenzii mixte spre pozitive din partea criticilor. Jocul a fost lăudat pentru îmbunătățirile aduse gameplay-ului și pentru atmosfera sa captivantă. Totuși, au existat și critici legate de repetitivitatea unora dintre misiuni și de povestea care, în opinia unor jucători, nu a fost la fel de captivantă ca cea din primul joc.

## Moștenire și Impact
Deși BloodRayne 2 nu a avut același succes comercial ca alte jocuri din aceeași perioadă, a reușit să câștige o bază de fani loiali datorită personajului principal carismatic și gameplay-ului său unic. Jocul a inspirat ulterior lansarea unor versiuni remasterizate și a contribuit la păstrarea interesului pentru seria BloodRayne.
Titlul este un joc video notabil pentru fanii genului de acțiune-aventură și pentru cei interesați de povești cu vampiri. Cu o protagonistă puternică, un gameplay dinamic și o atmosferă captivantă, BloodRayne 2 rămâne un titlu de referință în istoria jocurilor video. Deși nu a fost lipsit de imperfecțiuni, impactul său asupra culturii pop și asupra genului de jocuri de acțiune este incontestabil.